# De Mandel
De Mandel is een Belgisch sociale huisvestingsmaatschappij. Het werd gesticht op 3 september 1920, en is hiermee een van de oudere sociale huisvestingsmaatschappijen.
De bouw van sociale woningen vormde een wezenlijk onderdeel van de heropbouw na de Eerste Wereldoorlog. Op 29 oktober 1920 werd De Mandel erkend door de Nationale Maatschappij voor de Huisvesting (NMH). Na de ontbinding van de NMH en de oprichting van de Vlaamse Maatschappij voor Sociaal Wonen (VMSW) dienden alle sociale huisvestingsmaatschappijen opnieuw erkend te worden. De Mandel werd opnieuw erkend op 19 maart 1991.
Oorspronkelijk was De Mandel enkel actief in Roeselare. In de beginjaren werd er herhaaldelijk op aangedrongen dat de Mandel een gewestelijke bouwmaatschappij moest worden. Het schepencollege van Roeselare meende echter dat in Roeselare alleen genoeg werk aan de winkel was. Tot het einde van de jaren 40 had iedere gemeente zijn bouwmaatschappij. In de jaren 40 en 50 werd overgegaan tot een aantal fusies. In West-Vlaanderen nam De Mandel zes maatschappijen over:
- De Deeve (Meulebeke) op 20 september 1938
- De Toekomst (Lichtervelde) op 29 juni 1938
- Voor Huis en Land (Ledegem) op 24 juli 1950
- De Verwoeste Gewesten (Westhoek) in 1951
- Eigen Haard (Ardooie) op 9 maart 1958
- Eigen Haard (Rumbeke) op 4 juli 1970

Een aantal gemeenten die voorheen niet aangesloten waren, werden eveneens aandeelhouder. Door deze fusies en toetredingen werd De Mandel actief in 22 gemeenten (44 deelgemeenten). Daarmee werd zij de grootste huisvestingsmaatschappij van West-Vlaanderen.
Op 27 oktober 2005 nam De Mandel de Huisvestingsmaatschappij voor Midden-West-Vlaanderen over. Hiermee verruimde zij haar werkveld. Nu beheert De Mandel ook sociale leningen, en zet het werk van de HMWV verder in de regio Roeselare-Tielt.